# Gymnostachyum
Gymnostachyum (hrv. kriptofragmium, po sinonimu Cryptophragmium), biljni rod iz porodice primogovki smješten u tribus Andrographideae, dio potporodice Acanthoideae. Sastoji se od 52 vrste iz  južne Kine i tropske Azije. Tipična vrsta je mjanmarski endem Gymnostachyum leptostachyum.

## Opis
Opisana je u Plantae Asiaticae Rariores 3: 76, 106. 1832. Zeljasto bilje, višegodišnje ili grmlje, s cistolitima. Listovi nasuprotni; rub plojke lista obično cijeli. Cvatovi aksilarni ili završni, klasovi, grozdovi ili metlice; brakteje i brakteole kraće od čaške. Čaška 5-režnjevita gotovo do baze; režnjevi podjednaki. Cijev vjenčića duža od kraka, bazalni dio usko cilindričan, ± proširen distalno u grlo; krak (limb) 2-usna, donja usna 3-režnjevita, gornja usna emarginirana do 2-režnjevita; režnjevi koji se penju kohlearno u pupoljku. Prašnici 2, uključeni u cjevčicu vjenčića ili malo izvučeni iz nje; prašnika teka 2, jednake ili podjednake veličine, paralelne, jedna ili obje završava mukronatno (naglo u kratkom oštrom vrhu na bazi); staminodi odsutni. Ovarij s 3 do mnogo ovula po lokuli; stigma 2-režnjevita, režnjevi stisnuti. Čahura bez stručka, linearna, 4-kutna, mnogo sjemena; prisutna retinakula. Sjeme stisnuto, prekriveno higroskopnim trihomima.

## Vrste
1. Gymnostachyum affine Nees
2. Gymnostachyum calcicola Rafidah
3. Gymnostachyum ceylanicum Arn. & Nees
4. Gymnostachyum coriaceum J. B. Imlay
5. Gymnostachyum cumingianum Nees
6. Gymnostachyum decurrens Stapf
7. Gymnostachyum diversifolium C. B. Clarke
8. Gymnostachyum febrifugum Benth.
9. Gymnostachyum glabrum (Dalzell) T. Anderson
10. Gymnostachyum glomeratum (Blume) Bremek.
11. Gymnostachyum glomeruliflorum Bremek.
12. Gymnostachyum gracile Bremek.
13. Gymnostachyum hirsutum T. Anderson
14. Gymnostachyum hirtistylum C. B. Clarke
15. Gymnostachyum hirtum Ridl.
16. Gymnostachyum insulare Ridl.
17. Gymnostachyum javanicum Nees
18. Gymnostachyum kanthanense Kiew
19. Gymnostachyum keithii Ridl.
20. Gymnostachyum langbianense Benoist
21. Gymnostachyum larsenii Bremek.
22. Gymnostachyum lateriflorum (C. B. Clarke) B. Hansen
23. Gymnostachyum latifolium (Dalzell) T. Anderson
24. Gymnostachyum leptostachyum Nees
25. Gymnostachyum listeri Prain
26. Gymnostachyum longispicatum Merr.
27. Gymnostachyum magis-nervatum C. B. Clarke
28. Gymnostachyum pallens C. B. Clarke
29. Gymnostachyum paniculatum T. Anderson
30. Gymnostachyum pictum Elmer
31. Gymnostachyum pierrei Benoist
32. Gymnostachyum polyanthum Wight
33. Gymnostachyum polyneuron C. B. Clarke
34. Gymnostachyum pubescens (Lam.) M. R. Almeida
35. Gymnostachyum ridleyi C. B. Clarke
36. Gymnostachyum sahyadricum C. N. Mohanan, Remadevi & Binojk.
37. Gymnostachyum sanguinolentum (Nees) T. Anderson
38. Gymnostachyum scortechinii C. B. Clarke
39. Gymnostachyum signatum (Benoist) J. B. Imlay
40. Gymnostachyum simplicicaule C. B. Clarke
41. Gymnostachyum sinense (Lo) H. Zhu
42. Gymnostachyum spiciforme (Elmer) Merr.
43. Gymnostachyum subacaule (Zoll. & Moritzi) Bremek.
44. Gymnostachyum subrosulatum H. S. Lo
45. Gymnostachyum thorelii Benoist
46. Gymnostachyum thwaitesii T. Anderson
47. Gymnostachyum trichosepalum Merr.
48. Gymnostachyum triflorum Ridl.
49. Gymnostachyum trilobum Ridl.
50. Gymnostachyum variegatum Hallier fil.
51. Gymnostachyum venustum (Wall. ex Nees) T. Anderson
52. Gymnostachyum warrierianum K. M. P. Kumar, Balach. & V. B. Sreek.